# Râul Ponoara
Râul Ponoara  sau Râul Boul Roșu este un curs de apă, afluent al râului Corogea. 

## Hărți
- Harta județului Botoșani